# Eli Kochański
Eli Kochański (ur. 26 kwietnia?/8 maja 1886 w Odessie, zm. 19 października 1940 w Warszawie) – polski wiolonczelista pochodzenia żydowskiego.

## Życiorys
Brat Pawła Kochańskiego. Początkowo uczył się muzyki u ojca, Jozuego Kahana, kantora synagogalnego i skrzypka. Następnie był uczniem Emila Młynarskiego. Kształcił się pod kierunkiem Arthura Wulffiusa w konserwatorium w Odessie. Dzięki uzyskanemu stypendium wyjechał do Lipska, gdzie w latach 1904–1906 był uczniem Juliusa Klengla (wiolonczela), Johanna Merkla (teoria) i Hansa Sitta (gra zespołowa). W 1909 roku został wiolonczelistą Filharmonii Narodowej w Warszawie, w latach 1912–1926 pełnił funkcję jej koncertmistrza. Od 1911 do 1939 roku był wykładowcą Konserwatorium Warszawskiego, od 1912 roku uczył też w szkole muzycznej Lucjana Marczewskiego. Od 1908 roku koncertował jako solista i kameralista, grał m.in. pod batutą Grzegorza Fitelberga i Zdzisława Birnbauma. Z czasem z powodu postępującego reumatyzmu ręki zaprzestał występów.
Był również rysownikiem, publikował karykatury m.in. na łamach „Muzyki”. Oryginały jego prac znajdują się w zbiorach Towarzystwa im. Fryderyka Chopina.